# Képzeletbeli címerek

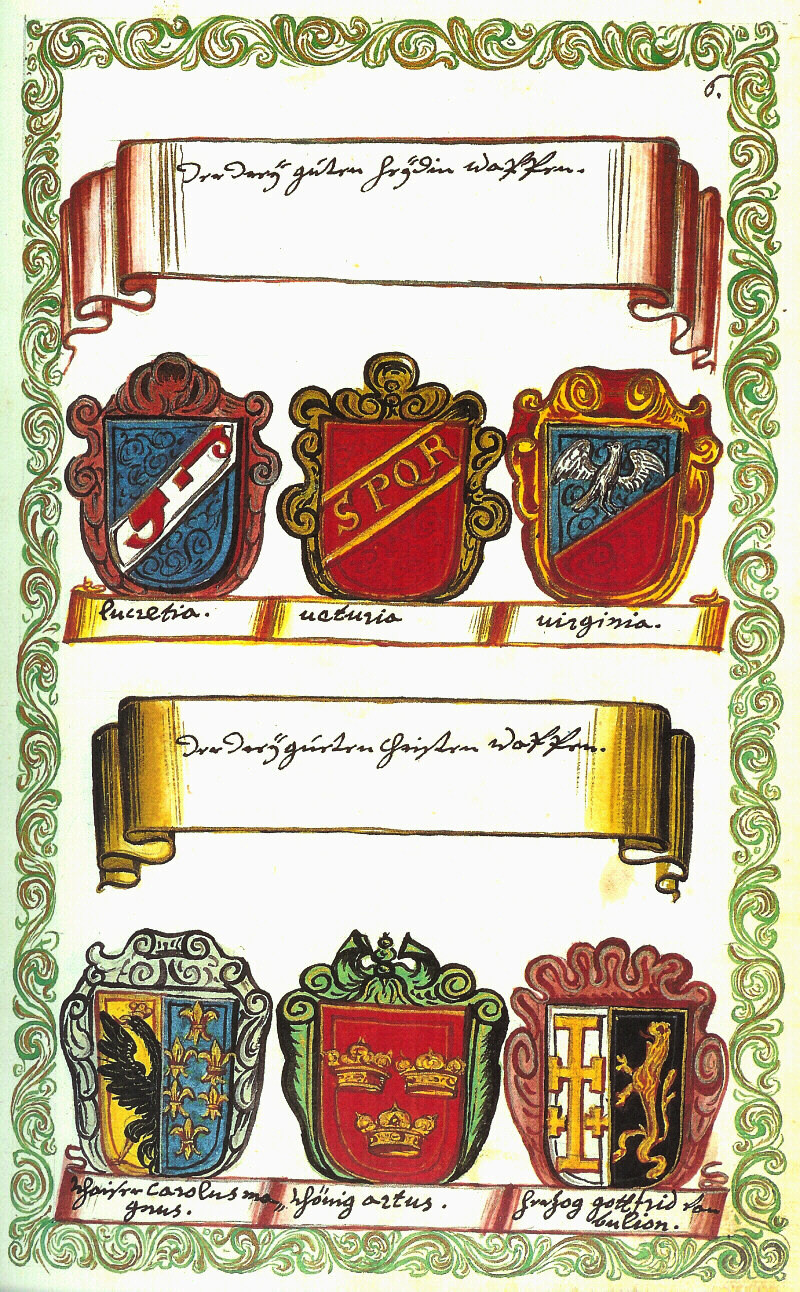
Kitalált címerek Valvasortól (1687-88)

A 16-17. században a címerkönyvekben és a heraldikai művekben divat volt a preheraldikus korban élő híres személyiségek, uralkodók számára is képzeletbeli címert alkotni, akik tettei a vallási, irodalmi, történeti és szóhagyományban közismertek voltak. Ekkoriban több klasszikus címerkönyv is tartalmazott ilyen címereket, akikre igyekeztek kivetíteni a lovagkor erényeit. Így pl. egyes angol szerzők Jézust is valódi gentleman-nek tekintették, aki saját címerrel rendelkezett. Johann Siebmacher művének 1657-es kiadása is tartalmazott képzeletbeli címereket, melyek hatására Opus Insignium Armorumque (1688 k.) című művében Valvasor is közölt képzeletbeli címereket, első helyen az „első világ” címereit, majd a nevezetes személyiségek (Ádám, Noé), a három zsidó férfi (Józsua, Dávid, Makkabeus), a három zsidó nő (Eszter, Eszter, Jaele), a három híres pogány férfi (Hektór, Nagy Sándor, Julius Caesar), a három híres pogány nő (Lucretia, Veturia, Virginia), a három jó keresztény (Nagy Károly, Artus király, Bouillon Gottfried herceg), valamint más személyiségek és alakok címerét is közli. Ezen művek jellegzetessége tehát a személyiségek csoportosítása valamilyen szempont és számcsoport szerint.